# رویداد بدفورد
رویداد بِدفورد (انگلیسی: The Bedford Incident) فیلمی بریتانیایی، آمریکایی در سبک مهیج به کارگردانی جیمز بی. هریس است که در سال ۱۹۶۵ منتشر شد.

## بازیگران
- ریچارد ویدمارک
- سیدنی پوآتیه
- مارتین بالسام
- جیمز مک‌آرتور
- دونالد ساترلند
- اد بیشاپ
- فیل براون